# جنگ کالمار
جنگ کالمار (۱۶۱۱-۱۶۱۳) جنگی میان سوئد و دانمارک-نروژ بود. با وجود این که دانمارک خیلی زود توانست دست بالا را بگیرد اما نتوانست به طور کامل حملات سوئد را دفع کند. جنگ کالمار آخرین بار بود که دانمارک توانست با موفقیت سوئد را شکست دهد. همچنین این جنگ اهمیت قدرت‌های دریایی را در سیاست کشورهای بالتیک کاملاً مشخص کرد.